# 駿河次郎
駿河 次郎（するが じろう、生没年不詳）は、平安時代末期の人物で源義経の郎党。名は清重といわれるが、その名は江戸時代に後付けされたものである。義経四天王の一人といわれる。中間、雑色などと呼ばれ身分は低い。

## 生涯
元は猟師だったという。初めは源頼朝の家臣だったが、治承4年（1180年）10月頃に源義経の郎党になる。その後、義経に従って宇治川の戦い・一ノ谷の戦い・屋島の戦い・壇ノ浦の戦いなどに参陣。平氏滅亡後、『源平盛衰記』では義経の命で捕虜となった平宗盛の子・副将を斬る。『義経記』では義経追討の院宣を受けて現れた刺客土佐坊昌俊らを撃退、後にこれを六条河原で斬首している。
なお、駿河次郎の存在が書かれているのは『源平盛衰記』『義経記』『承久記』などの物語のみであり、同時代の史料や鎌倉幕府編纂の史書『吾妻鏡』などには見られない。

## 関連作品
テレビドラマ
- 『源義経』（1966年、NHK大河ドラマ、演：尾上菊蔵）
- 『義経』（2005年、NHK大河ドラマ、演：うじきつよし）